# Den
Den má dva významy:
1. jednotka času trvající 24 hodin,
2. denní doba, čas mezi východem a západem slunce, tedy opak noci.

Den o 24 hodinách je obvykle ohraničen půlnocí daného časového pásma a tvoří základní jednotku kalendáře. Dříve se obvykle počítal a dosud v mnoha náboženstvích počítá od západu slunce do dalšího západu slunce.
Jeho délka je dána dobou otočení Země kolem osy vzhledem ke Slunci, tedy se započtením pohybu po oběžné dráze kolem Slunce. Samotná perioda rotace je asi o 4 minuty kratší a nazývá se hvězdný den (doba rotace vzhledem ke vzdáleným hvězdám).
Délka dne a noci se mění nejen v rámci roku a ročních období, ale i se zeměpisnou šířkou. Nejkratší a nejdelší je den o slunovratech a stejně dlouhý jako noc při rovnodennosti. Jiná je situace za polárními kruhy, kde slunce část roku nezapadá a polární den může trvat až půl roku (na pólech).
Střídání dne a noci je základní, tzv. cirkadiánní rytmus ovlivňující život na Zemi včetně lidské činnosti.

## Latinské názvosloví
Středověcí komputisté někdy nazývali takovýto den dies usualis nebo artificialis. Celý den (tedy světlý den a noc) byl ve středověku nazýván dies integer nebo také dies naturalis, v církevním právu pak dies legitimus.

## Historie dělení dne
Okamžik půlnoci (stejně jako okamžik poledne) je pouze teoretický, byl stanoven až v novověku v důsledku rozvoje vědy. V minulosti byl rytmus dne určován světlem a tmou.
Den se dělil na horae inaequales („hodiny nestejnoměrné“). Den (v užším slova smyslu) byl rozdělen na 12 hodin, na stejný počet hodin byla rozdělena i noc. Protože délka dne a noci v průběhu roku kolísá, kolísala i délka denní a noční hodiny. Při zimním slunovratu např. hodina dne = 30 min, hodina noci 90 min.
V církevním prostředí bylo běžné dělení dne podle denních modliteb, tzv. hodinek: matutinum (rozbřesk), hora prima (1. hodina - východ slunce), h. tercia (3. hodina - uprostřed dne dopoledne), h. sexta (6. hodina - poledne), h. nona (9. hodina, uprostřed odpoledne), vespera (večerní - hodina před západem slunce), závěr - completorium (krátce po západu slunce).
Dělení dne dle horae equales („hodiny stejnoměrné“) se prosadilo až na konci středověku. Krom námi dnes používaného způsobu, kdy den dělíme od půlnoci do půlnoci na 24 hodin (tzv. německý čas), existovalo 24 hodin, které se počítaly od západu slunce do západu (tzv. italský nebo český čas, ale obecně od starověku). Starý způsob byl zatlačen, protože západ slunce je pohyblivý (v rámci dvou dnů sice jen nepatrně, během roku však o několik hodin).

## Dělení dne dle času

Délka slunečního svitu v závislosti na poloze a ročním období.

- ráno
- dopoledne
- poledne 12 h
- odpoledne
- večer
- noc
- půlnoc 24 h (0 h)

## Hranice dne
Pro většinu denních zvířat i člověka přirozený den začíná východem a končí západem Slunce. Dnešní lidé se svými kulturními normami, znalostmi, ale i pod civilizačním tlakem toto přirozené pojetí dne opustili.
V dnešní době počítáme den od půlnoci do půlnoci. V minulosti však byla denní doba od které byl počítán den různá. U nejstarších historických období lze však, díky velmi skrovným dokladům, určit zpětně počátek dne pouze s výhradami. Je předpoklad, že národy s lunárním kalendářem začínaly den od západu Slunce nebo od setmění, zatímco národy řídící se solárním kalendářem začínaly den východem Slunce. Tento předpoklad však neplatí všeobecně.
- V Babylónu odborníci předpokládají jako počátek dne pro lidový kalendář západ Slunce, astronomové však prý počítali dny od půlnoci. Podle svědectví římských spisovatelů byl den v občanském životě počítán od východu Slunce.[zdroj?]
- Obyvatelé Athén a Delf zřejmě v nejstarších dobách počítali dny od východu Slunce, později se však v Řecku prosadil lunisolární kalendář a Řekové přesunuli začátek dne na večer. Nepočítali ho však od západu Slunce, ale od setmění. Tento začátek dne byl v Řecku používán až do přijetí Juliánského kalendáře.[zdroj?]
- Peršané a Egypťané, kteří počítali čas podle Slunce, zahajovali den při východu Slunce.
- Římané, jak píše Plinius starší, začínali svůj den o půlnoci. Týkalo se to zřejmě právního a sakrálního jednání. Běžným lidem postačovalo počítání pouze světelného dne, noční hodiny pak byly připočítávány k předchozímu nebo následujícímu dni. Častější však bylo počítání dne od východu Slunce do dalšího východu.
- Židovský kalendář počítal dny od západu do západu Slunce nebo od soumraku (když se objevily tři hvězdy druhé magnitudy). Tento způsob byl pak převzat i křesťanskou církví, která počítala den od nešpor.
- V českých zemích se ve středověku používal tzv. italský čas, kdy den začínal navečer (nebo na konci šera, tj. půl hodiny po západu Slunce. Výraz jako „dvě hodiny ze dne“ tedy znamenal dvě hodiny po západu Slunce a o tento večerní čas je nutné posunout zpět kalendářní den v moderním počítání dnů. Části dnů jako Štědrý večer, Halloween, a předvečer svátku svaté Anežky jsou pozůstatky staršího modelu dne, kdy svátky začínaly již večer před vlastním dnem jejich oslav. Tento čas byl v českých zemích od první poloviny 16. století vytlačován tzv. německým časem, kdy den začínal o půlnoci.[zdroj?]
- Současná běžná konvence je taková, že den začíná o půlnoci časem 0.00 a končí dosažením hodiny 24.00.[zdroj?] Juliánský den začínal v poledne, protože astronomická měření v dřívějších dobách neumožňovala přesné stanovení půlnoci. Zpřesnění hodin nezávislých na Slunci však umožnilo zavést Modifikované juliánské datum, které začíná o půlnoci.
- Muslimové zachovávají v měsíci Ramadánu každý den půst od úsvitu do západu Slunce.
- Damašský dokument, jehož kopie byla také nalezena mezi svitky od Mrtvého moře, stanoví s ohledem na zachovávání Sabatu že, Nikdo se nesmí v pátek zabývat jakoukoli prací od chvíle, kdy sluneční disk stojí nad obzorem ve vzdálenosti rovnající se svému průměru, z čehož zřejmě vyplývá, že klášterní společenství, zabývající se touto prací, uvažovalo s koncem dne krátce před západem Slunce.

V mnoha zemích včetně Česka a Spojených států se noc nazývá po předchozím dni, například „páteční noc“ a většinou tento termín zahrnuje celou noc mezi pátkem a sobotou. To je v přímé opozici k židovskému a muslimskému vzoru. Tento rozdíl oproti občanskému dni může často vést k omylům a nedorozuměním. Události uvedené v chod o půlnoci jsou často uváděny, že nastaly den předtím. Televizní programy také uvádějí noční programy k předchozímu dni, i když programovací VCR systém vyžaduje přísnou logiku začátku dalšího dne v 0.00 (další spornou otázkou je, že VCR sety s dvanáctihodinovou notací vyžadují označení takového záznamu jako „12:00 AM“). Výrazy jako "dnes", "včera" a "zítra" se staly během noci nejednoznačnými.
Platnost denních lístků, propustek apod. může končit o půlnoci nebo zavírací dobou, pokud má dřívější termín. Přesto, jestliže daná služba (např. veřejná doprava) je provozována od 6.00 do 1.00 následujícího dne (což může být považováno za čas 25.00), může být právě tato poslední hodina počítána v rámci této služby za součást předchozího dne (také pro uspořádání jízdního řádu).

## Astronomický význam

Odchylky délky dne dané nepravidelností rotace Země.

Jako den se označuje doba jednoho otočení planety Země kolem své osy. Rozlišuje se tzv. hvězdný den, kdy se otočení sleduje relativně vůči hvězdnému pozadí, a sluneční den, kdy se otočení sleduje relativně vůči Slunci. Jelikož se Země současně s otáčením kolem své osy pohybuje i kolem Slunce, je hvězdný den o cca čtyři minuty kratší (tento rozdíl za rok dá dohromady jeden den, tzn. jedno otočení kolem osy, ke kterému došlo jedním oběhem kolem Slunce).
Sluneční den trvá přesně 24 hodin, hvězdný den trvá 23 hodin, 56 minut a 4,09 sekundy.
Kvůli slapovému zpomalování se délka dne velice zvolna prodlužuje (rotace Země se zpomaluje). Před 650 miliony let trvalo jedno otočení Země kolem osy přibližně 22 hodin. Délka dne je v současné době 86 400,002 sekundy a prodlužuje se o cca 2 milisekundy za století. Podle změny orbity Měsíce by to mělo být +2,3 ms/století, ale pozorováno je jen +1,8 ms/století. Aby tento rozdíl nezpůsoboval odchylku systému občanského času od rotace Země, zavádí se v systému UTC nepravidelná oprava přičtením (nebo hypoteticky v případě potřeby odečtením, to se však dosud nestalo) tzv. přestupné sekundy.

## Občanský význam
Jako den se označuje období 24 hodin mezi dvěma půlnocemi místního času, tzn. od 0.00 do 24.00. Den také označuje protiklad noci, dobu od východu do západu Slunce. V průměru je den delší než noc, což je způsobeno dvěma faktory: jednak Slunce není bodový zdroj světla, ale má rozměr cca 32 úhlových minut, jednak zemská atmosféra láme světlo, takže i v době, kdy už je celé Slunce pod obzorem (horizontem), dopadá na krajinu jeho rozptýlené světlo. Tyto jevy způsobují, že skutečný soumrak nastává až v době, kdy je střed Slunce cca 50 úhlových minut pod horizontem. Odpovídající čas závisí na zeměpisné poloze a roční době, ale minimálně se jedná o přibližně 7 minut.

## Soustava SI
Den byl dříve v soustavě SI vedlejší jednotkou času. Tato kategorie však byla v r. 2007 zrušena a den je v současnosti považován za mimosoustavovou jednotku, jejíž používání souběžně s jednotkami SI však akceptuje Příručka SI i Mezinárodní výbor pro míry a váhy (CIPM). Značí se d.
1 d = 24 h = 1 440 min = 86 400 s

## Metaforické dny
V Bibli jako cesta k pochopení toho, že čas je pro Boha nepodstatný, je vysloveno, že jeden den je pro něj totéž jako tisíc let (Žalm 90, 4; 2 list Petrův 3, 8). Také v 2. listu Petrově 3, 8 je jeden tisíc let líčen, jako by byl jeden den. Přesto někteří z expertů na Bibli interpretují tento text jako cestu k porozumění některých proroctví, jako se například nachází v Knize Daniel (jako Janovo zjevení), kde jsou zmiňovány dny ve formě týdnů a roků.

## Meteorologie
Z hlediska meteorologie se určuje den charakteristický, ve kterém došlo k dosažení nebo překročení určité prahové hodnoty meteorologického prvku, případně se vyskytl nebo naopak nevyskytl určitý meteorologický jev.
Podle maximální teploty
- arktický den – maximální teplota vzduchu dosáhla hodnoty nejvýše –10 °C
- ledový den – maximální teplota vzduchu nedosáhla hodnoty 0 °C
- letní den – maximální teplota vzduchu dosáhla hodnoty 25 °C nebo vyšší
- horký den (též tropický den) – maximální teplota vzduchu dosáhla hodnoty 30 °C nebo vyšší
- velmi horký den – maximální teplota vzduchu dosáhla hodnoty 35,0 °C nebo vyšší

Podle minimální teploty
- mrazový den – minimální teplota vzduchu klesla pod 0 °C, takže se alespoň část dne vyskytl mráz
- tropická noc – noc, v níž minimální teplota vzduchu neklesla pod 20 °C (v Česku se uvažuje období mezi 21 h předchozího dne do 7 h daného dne)

Podle denního úhrnu srážek
- den bezsrážkový – den, v němž byly srážky nulové, nebo denní úhrn srážek nedosáhl určité prahové hodnoty
- den se srážkami (též srážkový den) – den, v němž byly zaznamenány srážky nebo denní úhrn srážek dosáhl určité nízké prahové hodnoty. (k období od 06:00 UTC daného dne do 06:00 UTC následujícího dne). V datech ČHMÚ se jako den se srážkami označuje období mezi klimatologickými termíny 7 h daného dne a 7 h následujícího dne,  pokud  byly v tomto období zaznamenány alespoň neměřitelné srážky.

Podle charakteru srážek
- den s deštěm – den se srážkami, v němž byly zaznamenány srážky v podobě trvalého deště nebo deště v přeháňkách. V Česku k zařazení mezi dny s deštěm stačí i neměřitelné srážky.
- den se sněžením – den se srážkami, v němž bylo pozorováno sněžení, případně padaly sněhově krupky, sněhová zrna, zmrzlý déšť nebo krupky, ledové jehličky nebo sníh s deštěm. V některých zemích (např. v Německu) je definice zúžena na dny, kdy se vyskytly výlučně tuhé srážky, přičemž denní úhrn srážek dosáhl určitého minimálního prahu (např. 0,1 mm).
- den s krupobitím – den, v němž došlo ke krupobití, a to buď na dané meteorologické stanici, nebo na rozsáhlejším uvažovaném území

Podle průměrné oblačnosti
Případně podle relativního trvání slunečního svitu rozlišujeme:
- jasný den – den, v němž prům. oblačnost byla menší než 2 desetiny (relativní trvání slunečního svitu bylo větší než 0,8)
- oblačný den – den, v němž prům. oblačnost byla v intervalu od 2 do 8 desetin (relativní trvání slunečního svitu byl v intervalu od 0,2 do 0,8)
- zamračený den – den, v němž prům. oblačnost byla větší než 8 desetin (relativní trvání slunečního svitu bylo menší než 0,2)

Další charakteristické dny
- dusný den – den, v němž nastaly met. podmínky pro pocit dusna. V Česku se za dusný den zpravidla považuje den, v němž tlak vodní páry ve 14 h dosáhl alespoň hodnoty 18,8 hPa
- den s bouřkou – den, v němž byla na dané meteorologické stanici zaznamenána bouřka, a to bouřka blízká nebo vzdálená. Den, v němž byla pozorována pouze blýskavice, není tedy do dnů s bouřkou započítáván
- den s mlhou – den, v němž byla kdykoliv během 24 hodin na meteorologické stanici zaznamenána mlha
- den se sněhovou pokrývkou – den, v němž byla v určitém termínu nejméně polovina povrchu půdy v blízkém okolí meteorologické stanice pokryta sněhovou pokrývkou, přičemž v některých zemích je stanovena prahová hodnota její výšky. V Česku se za den se sněhovou pokrývkou považuje den, v němž v klimatologickém termínu 7 h ležela na stanici souvislá sněhová pokrývka o výšce alespoň 1 cm. Za den se sněhovou pokrývkou se tedy nepovažuje den, v němž se sněhová pokrývka vyskytla, avšak nikoli v klimatologickém termínu 7 h, případně se vyskytl pouze sněhový poprašek.